# Адам Лісевський
Адам Лісевський (пол. Adam Lisewski, 20 лютого 1944, Варшава — 23 лютого 2023, там само) — польський фехтувальник на рапірах, бронзовий (1968 рік) призер Олімпійських ігор.

## Виступи на Олімпіадах
| Олімпіада   | Дисципліна           | Місце |
| ----------- | -------------------- | ----- |
| Мехіко 1968 | індивідуальна рапіра | 17    |
| Мехіко 1968 | командна рапіра      | 3     |